# Macrothea
Macrothea is een geslacht van kreeftachtigen uit de klasse van de Malacostraca (hogere kreeftachtigen).

## Soort
- Macrothea bouchardi Macpherson & Cleva, 2010